# Noeli Santisteban
Noeli Santisteban (São Paulo, 16 de setembro de 1959) é uma ativista, empresária, ex-atriz, cantora e ex-dubladora brasileira.

## Biografia
Formada pela Escola de Arte Dramática da Universidade de São Paulo, foi atriz de teatro. Também teve incursões no mundo da música,  em especial junto de seu irmão Hélio Santisteban, mais conhecido por ser membro do grupo Pholhas, escrevendo canções, e formando com Hélio a dupla Chantilly, que gravou "Fim de Semana Sem Grana", parte da trilha da novela Amor com Amor Se Paga. Já tendo gravado músicas para desenhos animados, em 1989 foi convidada para fazer um teste de dublagem para interpretar Olívia Palito no filme Popeye, e daí em diante continuou no ramo da dublagem. Ficou conhecida por diversos personagens de anime, como Goku na primeira dublagem de Dragon Ball, Umi "Marine" Ryūzaki de Guerreiras Mágicas de Rayearth, o protagonista Fly de Fly: O Pequeno Guerreiro e a sereia Tetis, de Os Cavaleiros do Zodíaco.  Seu último trabalho como dubladora foi na série Píppi Meialonga, no estúdio Megasom, em 1998. Atuou também como atriz em programas da Rede Globo, sendo seu trabalho mais notável no programa Telecurso 2000. Depois mudou-se para os Estados Unidos para se casar e se afastou da vida artística, trabalhando principalmente como intérprete.
Em 2006, Noeli foi homenageada pelo Prêmio Yamato, que deu seu nome a um trófeu. O Troféu Noeli Santisteban foi um dos 4 prêmios especiais do evento, e foi dado de 2006 a 2009 para profissionais que incentivaram e promoveram a dublagem no país.
Atualmente Noeli trabalha como ativista vegana numa associação de defesa de maltratos contra animais em Santa Clara, na Califórnia e trabalha como proprietária de uma loja de joias.

## Principais trabalhos na dublagem

### Filmes
| Personagem              | Filme                                          | Observação                                                    |
| ----------------------- | ---------------------------------------------- | ------------------------------------------------------------- |
| Eliza (namorada de Ken) | Street Fighter II: The Animated Movie          |                                                               |
| Lily McGuire            | Fatal Fury: Legend of the Hungry Wolf          |                                                               |
| Carole Wells            | Casa dos Sete Mortos                           |                                                               |
| Hillary Tuck            | Férias em Alto Astral                          |                                                               |
| Jenny Wright            | O Passageiro do Futuro                         |                                                               |
| Kyra Sedgwick           | O Poder do Amor                                |                                                               |
| Luana Patten            | A Canção do Sul                                |                                                               |
| Marla Sokoloff          | O Clube das Babás                              |                                                               |
| Rosie perez             | Sem Medo de Viver                              |                                                               |
| Shannon Kennedy         | O Demônio do Espaço                            |                                                               |
| Teresa Mo               | Fervura Máxima                                 |                                                               |
| Wendy Lyon              | Baile de Formatura 2 - Vestida para a Vingança |                                                               |
| Betty Boop              | Uma Cilada para Roger Rabbit                   |                                                               |
| Drew Barrymore          | Quatro Mulheres e Um Destino                   |                                                               |
| Ellen Dunning           | Elvira: A Rainha das Trevas                    |                                                               |
| Uma das jovens          | Elvira: A Rainha das Trevas                    | neta dos personagens dublados por Zaíra Zordan e Mário Vilela |
| Jane                    | Tarzan                                         |                                                               |
| Jennifer Aniston        | O Duende                                       |                                                               |
| Lisa Wilcox             | A Hora do Pesadelo 4: O Mestre dos Sonhos      | Dublagem do DVD                                               |
| Olívia Palito           | Popeye (filme)                                 | substituída por Miriam Ficher na redublagem para a TV         |
| Tia Carrere             | Massacre no Bairro Japonês (VHS)               |                                                               |
| trilha sonora           | Os Três Porquinhos (1995)                      | música "De Pé, Meus Amiguinhos" para o DVD                    |

### Animes/OVAs/Desenhos Animados
| Personagem             | Animes/OVA/Desenho Animado                                                       | Observação                                                                                          |
| ---------------------- | -------------------------------------------------------------------------------- | --------------------------------------------------------------------------------------------------- |
| Zyocite                | Sailor Moon                                                                      | |
| Tetis de Sereia        | Cavaleiros do Zodíaco                                                            | Primeira dublagem (estúdio Gota Mágica). Foi substituída por Denise Reis na redublagem da série     |
| Marcie                 | Charlie Brown                                                                    | |
| Marine Ryuzaki         | Guerreiras Mágicas de Rayearth                                                   | |
| Jennifer               | Superhuman Samurai Syber Squad                                                   | |
| Goku (criança)         | Dragon Ball (SBT)                                                                | Primeira dublagem (estúdio Gota Mágica). Foi substituída por Úrsula Bezerra na redublagem da série  |
| Fly                    | Fly, o Pequeno Guerreiro                                                         | |
| Amakusa Shiro Tokisada | Samurai Showdown                                                                 | |
| Betty Boop             | Uma Cilada para Roger Rabbit                                                     | Primeira dublagem (estúdio S&C São Paulo). Foi substituída por Lina Rossana na redublagem do filme. |
| Píppi Meialonga        | Píppi Meialonga                                                                  | |
| Gigi                   | Gigi e a Fonte da Juventude (Magical Princess Minky Momo: Yume no naka no Rondo) | |
| Olivia Palito          | Popeye                                                                           | |
| Yuri Sakazaki          | Art of Fighting                                                                  | |
| Major Motoko Kusanagi  | Ghost In The Shell: O Fantasma do Futuro                                         | |

### Seriados
| Personagem                                                                        | Série        |
| --------------------------------------------------------------------------------- | ------------ |
| Angel Roldan (Candida) Ana Lilian de la Macorra (Paty) Maribel Fernández (Gloria) | Chaves       |
| Maia Brewton                                                                      | Parker Lewis |